# Losari (Sumowono)
Losari is een bestuurslaag in het regentschap Semarang van de provincie Midden-Java, Indonesië. Losari telt 1641 inwoners (volkstelling 2010).